# 適居恆星表
適居恆星表是想像中有適居行星的恆星系統表。這份星表是由兩位科學家，瑪格麗特·杜布爾與吉兒·塔特在搜寻地外文明计划的子計畫－鳳凰計畫中，於2002年發展出來的。
這份星表是依據有118,218顆恆星的依巴谷星表建立的，在大範圍的過濾恆星系統的性能之後，现行的表中有17,129 "適居恆星"。

## 外部連結
- 適居恆星表 － 適居恆星表的作者：瑪格麗特·杜布爾個人的首頁
- 適居恆星 （页面存档备份，存于） － 在NASA網站上的一篇文章。